# Angel Station
Angel Station är ett musikalbum av Manfred Mann's Earth Band, lanserat 1979 på Bronze Records i Europa och Warner Bros. Records i Nordamerika. Kommersiellt sett var albumet en av gruppens större framgångar. Gruppens tolkning av Bob Dylan-låten "You Angel You" blev en mindre brittisk och amerikansk singelhit där den nådde plats 54 respektive 58 på singellistan. Särskilt framgångsrikt var albumet i Tyskland där det låg mer än ett år på albumlistan.

## Låtlista
(upphovsman inom parentes)
1. "Don't Kill It Carol" (Mike Heron) – 6:18
2. "You Angel You" (Bob Dylan) – 4:02
3. "Hollywood Town" (Harriet Schock) – 5:09
4. " "Belle" of the Earth" (Manfred Mann) – 2:46
5. "Platform End" (Mann, Geoff Britton, Pat King, Steve Waller, Chris Thompson, Jimmy O'Neill) – 1:32
6. "Angels at My Gate" (Mann, Hirth Martinez, O'Neill) – 4:50
7. "You Are - I Am" (Mann) – 5:11
8. "Waiting for the Rain" (Billy Falcon) – 6:17
9. "Resurrection" (Mann) – 2:42

## Listplaceringar
- Billboard 200, USA: #144
- UK Albums Chart, Storbritannien: #30[2]
- Nederländerna: #19[3]
- Tyskland: #4[4]
- Österrike: #6[5]
- VG-lista, Norge: #3[6]
- Topplistan, Sverige: #6[7]